# Пирковач
Пирковач (рум. Pârcovaci) — село у повіті Ясси в Румунії. Адміністративно підпорядковане місту Хирлеу.
Село розташоване на відстані 338 км на північ від Бухареста, 63 км на північний захід від Ясс.

## Населення
За даними перепису населення 2002 року у селі проживала 3461 особа, усі — румуни. Усі жителі села рідною мовою назвали румунську.